# Konvention von Cintra
In der Konvention von Cintra (auch Konvention von Sintra) vom 30. August 1808 wurde der Abzug der französischen Besatzungstruppen aus Portugal geregelt. Die Franzosen durften ihre Beute, die sie in Portugal geplündert hatten, behalten und wurden auf britischen Schiffen in ihre Heimat zurückgebracht.

## Hintergrund
Zu Beginn der napoleonischen Kriege auf der Iberischen Halbinsel hatte eine französische Armee gegen Ende 1807 Portugal besetzt. Diese wurde von Briten und Portugiesen unter Wellington in der Schlacht von Vimeiro am 21. August 1808 geschlagen. Wellingtons Vorgesetzte Sir Harry Burrard und Sir Hew Dalrymple handelten darauf mit dem französischen Oberbefehlshaber Junot die Konvention von Cintra aus.

## Folgen
Die französischen Truppen wurden schon bald, nachdem sie in ihre Heimat zurückgekehrt waren, wieder auf der Iberischen Halbinsel eingesetzt.
In Großbritannien wurde die Konvention von Cintra als verpasste Möglichkeit gesehen, eine französische Armee zu vernichten. Deswegen wurden die britischen Generäle Burrard, Dalrymple und Wellington zurück in die Heimat beordert, wo eine Untersuchung stattfand. Zwar wurden sie dort freigesprochen, aber nur Wellington, der sich gegen die Konvention ausgesprochen hatte, erhielt danach wieder ein Feldkommando.